# Guillaume de Varax
Guillaume de Varax († 11. April 1466 in Lausanne) war von 1460 bis 1462 Bischof von Belley und anschliessend bis zu seinem Tode Bischof von Lausanne.

## Leben
Guillaume war der Sohn von Etienne, Herr von Romans und Saint-André-en-Bresse und seiner Gemahlin Claudine de Saint-Amour. Guillaume war Benediktiner in der in der Nähe von Lyon gelegenen Abtei auf der Île Barbe. Er wurde 1440 Prior von Préterive in Savoyen und 1446 Abt des piemontesischen Klosters Saint-Michel de la Cluse. Er wurde 1460 Bischof von Belley und 1462 von Pius II. gegen den Widerstand des Herzogs von Savoyen in die Diözese Lausanne transferiert. Guillaume residierte im Schloss Ouchy, das er renovieren liess.